# Bettelmatt
El bettelmatt és un formatge de pasta premsada semicuita que es produeix principalment al voltant de Formazza, a la Vall d'Ossola, al Piemont.
S'elabora exclusivament en pastures de Bettelmatt, Kastel, Vannino i Toggia, que es troben a la Vall de Formazza, i Forno, Sangiatto e Poiala a la Vall d'Antigorio (i més precisament a la Vall de Devero). Aquestes pastures estan per sobre dels 1.800 msnm.